# Kaio de Almeida
Kaio Márcio Ferreira Costa de Almeida, ook vermeld als Kaio Márcio, Kaio Márcio de Almeida, Kaio Almeida en Kaio de Almeida (João Pessoa, 27 juni 1985) is een Braziliaanse zwemmer met als specialiteit de vlinderslag.

## Carrière
Eind 2005 zwom Kaio de Almeida een wereldrecord op de korte baan 50 meter vlinderslag met een tijd van 22,60 seconden. Hij verbeterde hiermee het record van de Amerikaan Ian Crocker die dezelfde afstand in 22,71 afzwom. Het record zou drie jaar lang blijven staan, totdat de Australiër Matt Jaukovic het wereldrecord in 2008 opschroefde naar 22,50 seconden.
Hij was lid van de Braziliaanse ploeg op de Spelen van 2004 en op die van 2008. Hij eindigde in 2004 in Athene zeventiende tijdens de 100 meter vlinderslag en negentiende op de 200 meter vlinderslag. Vier jaar later, in Beijing, eindigde Kaio de Almeida respectievelijk vijftiende en zevende.

### 2009-heden
Tijdens de wereldkampioenschappen zwemmen 2009 in Rome kwam hij niet hoger dan een vierde plaats op de 200 meter vlinderslag. Nauwelijks drie maanden later zette hij op de 200 meter vlinderslag korte baan een nieuw wereldrecord neer: 1.49,11.
Op de wereldkampioenschappen kortebaanzwemmen 2010 in Dubai veroverde Almeida de zilveren medaille op de 200 meter vlinderslag en de bronzen medaille op de 100 meter vlinderslag. Op de 4x100 meter wisselslag sleepte hij samen met Guilherme Guido, Felipe França en César Cielo Filho de bronzen medaille in de wacht.
In Shanghai nam de Braziliaan deel aan de wereldkampioenschappen zwemmen 2011. Op dit toernooi werd hij uitgeschakeld in de halve finales van de 200 meter vlinderslag en in de series van de 100 meter vlinderslag, samen met Guilherme Guido, Felipe França en Bruno Fratus strandde hij in de series. Tijdens de Pan-Amerikaanse Spelen 2011 in Guadalajara legde Almeida, op de 200 meter vlinderslag, beslag op de bronzen medaille en eindigde hij als achtste op de 100 meter vlinderslag. Op de 4x100 meter wisselslag zwom hij samen met Thiago Pereira, Felipe Lima en Bruno Fratus in de series, in de finale veroverden Guilherme Guido, Felipe França, Gabriel Mangabeira en César Cielo Filho de gouden medaille. Voor zijn aandeel in de series werd Almeida beloond met de gouden medaille.
Op de Olympische Zomerspelen van 2012 in Londen strandde de Braziliaan in de series van zowel de 100 als de 200 meter vlinderslag. Samen met Thiago Pereira, Felipe França en Marcelo Chierighini werd hij uitgeschakeld in de series van de 4x100 meter wisselslag. In Istanboel nam Almeida deel aan de wereldkampioenschappen kortebaanzwemmen 2012. Op dit toernooi strandde hij in de halve finales van de 50 meter vlinderslag en in de series van de 100 meter vlinderslag. Op de 4x100 meter wisselslag eindigde hij samen met Guilherme Guido, Felipe Lima en Guilherme Santos op de vierde plaats.

## Internationale toernooien
| Jaar | Olympische Spelen                                               | WK langebaan                                                    | WK kortebaan                                                  | PanPacs                                  | Pan-Amerikaanse Spelen                                                                    |
| ---- | --------------------------------------------------------------- | --------------------------------------------------------------- | ------------------------------------------------------------- | ---------------------------------------- | ----------------------------------------------------------------------------------------- |
| 2003 |                                                                 | 22e 100m vlinderslag 13e 200m vlinderslag 17e 4x100m wisselslag |                                                               |                                          | 100m vlinderslag · 200m vlinderslag · 4x100m wisselslag                                   |
| 2004 | 17e 100m vlinderslag 19e 200m vlinderslag 15e 4x100m wisselslag |                                                                 | 4e 50m vlinderslag 5e 100m vlinderslag 4e 4x100m wisselslag   |                                          |                                                                                           |
| 2005 |                                                                 | 17e 50m vlinderslag 7e 100m vlinderslag 14e 200m vlinderslag    |                                                               |                                          |                                                                                           |
| 2006 |                                                                 |                                                                 | 50m vlinderslag · 100m vlinderslag · 10e 200m vlinderslag     | 8e 100m vlinderslag 8e 200m vlinderslag  |                                                                                           |
| 2007 |                                                                 | geen deelname                                                   |                                                               |                                          | 100m vlinderslag · 200m vlinderslag · 4x100m wisselslag                                   |
| 2008 | 15e 100m vlinderslag 7e 200m vlinderslag 14e 4x100m wisselslag  |                                                                 | geen deelname                                                 |                                          |                                                                                           |
| 2009 |                                                                 | 20e 50m vlinderslag 29e 100m vlinderslag 4e 200m vlinderslag    |                                                               |                                          |                                                                                           |
| 2010 |                                                                 |                                                                 | 100m vlinderslag · 200m vlinderslag · 4x100m wisselslag       | 11e 100m vlinderslag 5e 200m vlinderslag |                                                                                           |
| 2011 |                                                                 | 25e 100m vlinderslag 10e 200m vlinderslag 14e 4x100m wisselslag |                                                               |                                          | 8e 100m vlinderslag · 200m vlinderslag · 4x100m wisselslag · Almeida zwom enkel de series |
| 2012 | 28e 100m vlinderslag 17e 200m vlinderslag 15e 4x100m wisselslag |                                                                 | 11e 50m vlinderslag 18e 100m vlinderslag 4e 4x100m wisselslag |                                          |                                                                                           |

## Persoonlijke records
Bijgewerkt tot en met 11 november 2009
Kortebaan
| Afstand          | Tijd    | Datum            | Plaats    |
| ---------------- | ------- | ---------------- | --------- |
| 50m vlinderslag  | 22,44   | 10 november 2009 | Stockholm |
| 100m vlinderslag | 49,44   | 11 november 2009 | Stockholm |
| 200m vlinderslag | 1.49,11 | 10 november 2009 | Stockholm |

Langebaan
| Afstand          | Tijd    | Datum      | Plaats         |
| ---------------- | ------- | ---------- | -------------- |
| 50m vlinderslag  | 23,55   | 1 mei 2009 | Rio de Janeiro |
| 100m vlinderslag | 51,64   | 1 mei 2009 | Rio de Janeiro |
| 200m vlinderslag | 1.53,92 | 1 mei 2009 | Rio de Janeiro |